# Burj Qatar
Burj Doha, noto anche come Doha Tower (in arabo : برج دوحة) e precedentemente chiamato Burj Qatar e Doha High Rise Office Building, è un grattacielo situato a West Bay, Doha, in Qatar.

## Descrizione
L'edificio, utilizzato per ospitare uffici, è costato 125 milioni di dollari ed è stato progettato dall'architetto francese Jean Nouvel. È alto 232 metri e dispone di 46 piani.
Nel 2004 il progetto è stato inizialmente chiamato High Rise Office Building e dopo il completamento della costruzione avvenuto nel 2012, è stato scelto il nome Burj Doha.
La struttura è di proprietà dello sceicco Saud bin Muhammed Al Thani e gestito dal gruppo Hamad Bin Saoud. Attualmente è il sesto edificio più alto di Doha.
Il 18 ottobre 2012, l'edificio ha ricevuto il premio CTBUH Skyscraper Award. Nello stesso anno è arrivato terzo al premio Emporis Skyscraper Award.
Nel 2012 il Council on Tall Buildings and Urban Habitat, lo ha nominato miglior edificio in Medio Oriente e Nord Africa, rimarcando il modo in cui l'edificio utilizza "antichi modelli islamici" nel suo design.
Al Middle East Architect Awards 2012, il Burj ha ricevuto il premio "Progetto globale dell'anno". In questa occasione, Jean Nouvel ha presentato la sua opera con un modello in scala appositamente realizzato.